# Сс (электровоз)
СС (Сурамский советский)— первый электровоз постоянного тока, построенный в Советском Союзе.

## История

### Сурамский перевальный участок. Предпосылки электрификации
Сурамский перевальный участок Закавказской железной дороги между станциями Хашури и Зестафони был построен в 1872 г. по облегченным техническим условиям и имел подъёмы крутизной до 0,046. В конце 1880-х годов резервы повышения пропускной и провозной способности участка были исчерпаны. Поэтому были проведены работы по частичному "смягчению" профиля пути, в том числе за счет сооружения Сурамского тоннеля длиной около 4 км. В результате этих работ, завершившихся в 1890 г., крутизна подъёмов снизилась до 0,029, а минимальный радиус кривых увеличен со 100 до 150 м.
До конца 1924 г. поезда на участке Хашури - Зестафони обслуживались шестиосными танк-паровозами серии Ф системы Ферли со сцепной массой 73-90 т. Эти локомотивы имели две трехосные тележки с жесткой базой 2440 - 2590 мм, поэтому легко вписывались в кривые малого радиуса. Рост перевозок и необходимость постепенного исключения из инвентаря паровозов системы Ферли, эксплуатировавшихся более 50 лет, потребовали перехода к новым, более мощным паровозам. Отсутствие в СССР паровозов, сцепной вес, мощность и ходовые части которых соответствовали бы условиям работы на данном участке, заставило Закавказскую железную дорогу временно эксплуатировать на Сурамском перевале паровозы типа 0-5-0 серии Э с жесткой базой 4320 мм. Эти локомотивы водили поезда двойной и тройной тягой с использованием паровозов серий Ф и Ч в качестве локомотивов-толкачей.
Тяжелый горный профиль, отсутствие специальных типов паровозов, наличие поблизости рек Кура и Риони как потенциальных источников электроэнергии, а также быстрый рост пассажирских и грузовых перевозок (в том числе перевозок бакинской нефти в порты Грузии) обусловили принятие решения об электрификации участка Хашури – Зестафони. В 1926 году в СССР была впервые электрифицирована железнодорожная линия (Баку — Сабунчи), однако там электрификация проводилась под пригородное движение. Участок Хашури-Зестафони стал первой отечественной железнодорожной линией, электрифицированной для грузового движения. Именно на этом участке появились первые в СССР электровозы.

### Электрификация Сурамского перевального участка
Участок Хашури-Зестафони было решено электрифицировать по системе постоянного тока с номинальным напряжением в контактной сети 3000 В. Эта система была рекомендована для электрификации железных дорог Всероссийским электротехническим съездом ещё в 1921 году. Данная система к началу 1930-х годов получила значительное распространение в странах Европы и Америки и особенно хорошо зарекомендовала себя на горных участках, где целесообразно применять рекуперативное торможение. В 1928 г. на Сурамском перевале начались работы по сооружению высоковольтных линий электропередачи, контактной сети и тяговых подстанций, завершившиеся в 1932 году.

### Иностранные образцы

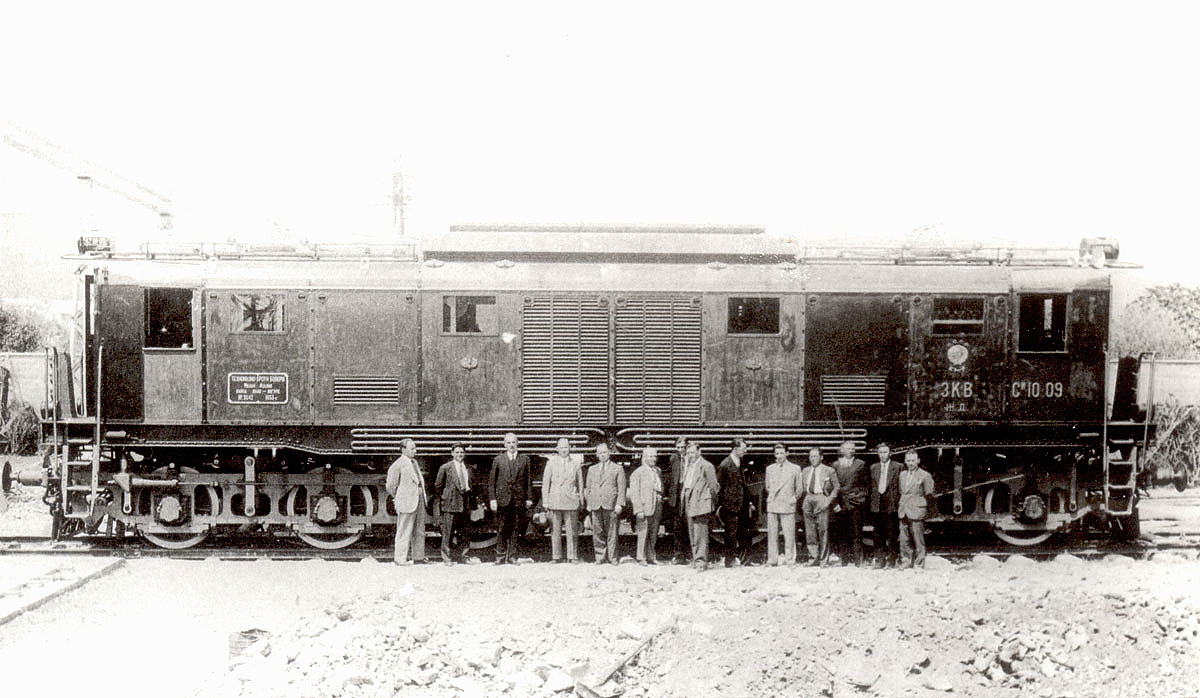
Электровоз С^{И}

Для новой линии потребовались электровозы, которые до начала 1930-х годов в СССР не выпускались. С целью ускорения электрификации перевала и использования опыта зарубежного электровозостроения было решено заказать электровозы за рубежом, после чего наладить выпуск отечественных электровозов. Расчеты показывали, что для Сурамского перевала нужны шестиосные электровозы со сцепной массой около 132 т (при этом нагрузка от колёсной пары на рельсы составила бы 22 т). Намеченное одновременно с электрификацией участка усиление верхнего строения пути (укладка рельсов типа 1А массой 43 кг/м, увеличение числа шпал, применение щебеночного балласта) позволяло поднять нагрузку от колесной пары на рельсы до 22 т.
Для заказа электровозов НКПС через внешнеторговые организации обратился к ряду зарубежных фирм, имевших достаточный опыт постройки магистральных электровозов, с целью получения от них предложений поставлять локомотивы для Сурамского перевала. Были получены предложения немецких фирм «AEG и Сименс-Шукерт», американских GE («Дженерал Электрик») и «Вестингауз», итальянской «Техномазио Броун Бовери», английской «Метрополитен Виккерс». Фирмы предлагали различные конструктивные и схемные решения электровозов — по тяговому приводу, системам вспомогательных машин, защите от токов короткого замыкания, электрическим аппаратам. Так, фирма Метрополитен Виккерс предложила электровоз капотного типа (с кабиной машиниста в середине кузова) на двух трехосных тележках с групповым шатунным приводом. Изучив все предложения, НКПС остановился на предложениях фирм GE и Техномазио Броун Бовери. Фирма GE имела большой опыт по постройке электровозов постоянного тока напряжением 3000В, в частности для горных железных дорог Бразилии. Она строила электровозы с шестью движущими осями, рекуперативным торможением и тяговыми электродвигателями часовой мощностью 340 кВт, т. е. с параметрами, близкими к параметрам электровоза, нужного для Сурамского перевала. Из европейских фирм наибольший опыт по выпуску электровозов постоянного тока напряжением 3000 В имела итальянская фирма Техномазио Броун Бовери. Она выпускала такие электровозы для государственных железных дорог Италии, электрифицированных постоянным током 3000 В.
С фирмой GE был заключен договор на поставку восьми электровозов, а также предоставление комплекта рабочих чертежей и необходимой документации для постройки подобных электровозов на заводах СССР. Предусматривалось, что GE поставит два электровоза со своими тяговыми электродвигателями, а на остальных шести будут установлены такие же по конструкции и параметрам электродвигатели Московского электромашиностроительного завода «Динамо». Итальянской фирме было заказано семь электровозов.

### Предшественники первого советского электровоза
Электровозы, построенные фирмой GE, получили общее обозначение С10 (буква С означала "Электровоз Сурамского типа"). Электровозы получили номера от 01 до 08. В июне 1932 года в депо Хашури Закавказской железной дороги прибыли первые два электровоза (С10-01 и С10-03), оборудованные американскими тяговыми электродвигателями. Остальные шесть электровозов, без электродвигателей, поступили от фирмы GE в конце 1932 года.
Летом 1932 г. были закончены работы по электрификации Сурамского перевального участка. 2 августа 1932 года на нём прошла обкатка первого в СССР магистрального электровоза. Два пассажирских вагона, ведомых электровозом С10, прошли от станции Хашури до станции Лихи и обратно. Поездка была успешной и заняла 1 час и 10 минут. 16 августа 1932 года состоялось торжественное открытие электрифицированного участка Хашури — Зестафони, по которому прошел пассажирский поезд с делегацией трудящихся Тбилиси и работниками, осуществлявшими электрификацию участка. Поезд вел электровоз С10-03. Далее начались опытные поездки, а затем и нормальная эксплуатация электровозов с поездами.
В 1933—1934 годах в СССР прибыли семь электровозов, построенных итальянской фирмой «Техномазио Броун Бовери». На своих электровозах итальянцы применили целый ряд интересных конструкторских решений, нашедших впоследствии место на советских серийных машинах. Серия этих электровозов обозначалась С10И или просто СИ. В соответствии с условиями заказа электровозы СИ могли работать по системе многих единиц с другими электровозами серии С10.

### Сурамский Советский

С_{С}11-01

В 1929 году на заводах «Динамо» и Коломенском машиностроительном начались работы по подготовке производства соответственно электрического оборудования и механической части электровозов, а также изготовление необходимой для этого производства технической документации — на основе документации, поступившей от фирмы GE. К 1 мая 1932 года завод «Динамо» выпустил два первых тяговых электродвигателя ДПЭ-340 (Д — завод «Динамо», П — постоянного тока, Э — электровозный, 340 — мощность часового режима, кВт). В июне 1932 г. цех пробных конструкций завода «Динамо» выпустил первый комплект электровозной аппаратуры. В августе с Коломенского машиностроительного завода на завод «Динамо» поступила механическая часть нового электровоза (тип Коломенского завода 1Э), и начался монтаж электрооборудования. Ответственным за монтаж оборудования и выпуск электровоза был инженер X. Я. Быстрицкий.
Новый электровоз получил обозначение СС11 (сокращённо СС) и номер 01. Буквы СС означали: Сурамского типа Советского изготовления. В ноябре 1932 г. электровоз СС11-01 поступил для обкатки на электрифицированный участок Северных железных дорог, а в начале 1933 г. был отправлен на Сурамский перевал.
В 1933 г. заводы Коломенский и «Динамо» изготовили еще 17 электровозов серии СС11 (СС11-02 — СС11-18), а в 1934 г. — последние 3 электровоза этой серии (СС11-19—СС11-21), после чего их выпуск был заменен выпуском электровозов серии ВЛ19.

## Конструкция

### Механическая часть

#### Тележки
Электровозы серий С10 и СС состояли из кузова вагонного типа, опиравшегося на две 3-осных тележки. Каждая тележка имела три колёсные пары, все движущие. Колеса электровозов были бандажными; при новых бандажах толщиной 90 мм диаметр колёс составлял 1200 мм. Бандажи колесных пар электровозов серии С10 были установлены на колёсных центрах без укрепляющих колец. На концах оси каждой колёсной пары находились две челюстные буксы с подшипниками скольжения, рассчитанными на применение жидкой смазки. Электровоз имел одноступенчатое рессорное подвешивание: на буксы колёсных пар через надбуксовые листовые рессоры опиралась рама тележки. При этом одна из тележек имела трёхточечное статически определимое рессорное подвешивание, вторая тележка — двухточечное подвешивание (третьей точкой служило межтележечное соединение). Рамы тележек были брускового типа: они состояли из стальных брусковых боковин и литых поперечных креплений. На двух поперечных балках рамы укреплялась продольная балка.
Как и на всех последующих отечественных электровозах, каждая колёсная пара имела индивидуальный тяговый привод, т.е. приводилась во вращение отдельным тяговым электродвигателем. Тяговый двигатель вращал ось колёсной пары через прямозубую двустороннюю зубчатую передачу с упругими пластинами между венцами и центрами больших зубчатых колес. Передаточное число зубчатой передачи составляло 89 : 20 = 4,45, модуль зубчатых колес равнялся 10. Подвешивание тяговых двигателей — опорно-осевое ("трамвайное"). При этом каждый двигатель опирался с одной стороны на ось колесной пары через моторно-осевые подшипники скольжения, а с другой стороны — через пружинные подвески на межрамные крепления. Моторно-осевые подшипники имели камеры с постоянным уровнем смазки. Тележки были оборудованы колодочными тормозами с пневматическим приводом. На каждой тележке было установлено по два тормозных цилиндра диаметром 14 дюймов, тормозные колодки располагались с одной стороны колес.
Продольные силы от электровоза на состав передавались только через тележки, поэтому тележки были соединены межтележечным соединением. В буферных брусьях тележек были установлены крюки винтовых стяжек, а впоследствии — автосцепки. Продольные силы передавались от стяжки (автосцепки) на буферный брус через пружинно-фрикционный поглощающий аппарат. Кузов опирался на раму тележки пятником, входившим в подпятник на продольной балке рамы тележки.

#### Кузов
Электровозы серий С10 и СС имели кузов вагонного типа. На каждом конце кузова (спереди и сзади) имелась переходная площадка, за ней размещалась кабина машиниста. Между кабинами машиниста находилось машинное отделение, состоявшее из высоковольтной камеры в центре и двух помещений вспомогательных машин между высоковольтной камерой и кабинами. По бокам машинного отделения проходили два коридора. На электровозах серии С вход в кузов осуществлялся через торцевые двери, ведущие с площадок в кабины машиниста или через боковые двери, на электровозах серии СС — только через торцевые двери на площадках. Электровозы серии С10 стали единственными электровозами отечественных железных дорог, имевшими боковые двери в центре кузова.
Кузов состоял из рамы, боковых стенок и крыши. Для монтажа и демонтажа оборудования крыша имела съёмные люки. Рама кузова представляла собой платформу из стальных балок. Она состояла из двух продольных хребтовых балок, наружных обвязочных угольников и связывающих их поперечных балок. Хребтовые балки были выполнены из двух швеллеров (№ 30 на электровозах серии СС), связанных верхними и нижними накладками из листовой стали. Пространство между швеллерами использовалось для размещения балласта, представлявшего собой чугунные чушки, прикрепленные болтами к нижним накладкам. Две поперечные балки рамы являлись шкворневыми — в них размещались плоские пяты кузова, опиравшиеся на подпятники продольных балок тележек. Стенки кузова представляли собой каркас из стальных уголков и швеллеров, обшитый листовой сталью. Все соединения деталей кузова были выполнены с помощью заклепок.

### Электрооборудование
Цепи тяговых двигателей и вспомогательных машин электровозов серий С10 и СС питались напряжением 3000 В постоянного тока. Это напряжение поступало на электровоз из контактного провода через два токоприёмника типа пантограф, установленные на крыше электровоза. Каждый токоприёмник был рассчитан на номинальный ток 800 Ампер; обычно использовался только один токоприёмник. На электровозах серии С использовались токоприёмники типа S-538A, на электровозах серии СС — токоприёмники типа ДЖ-4.
Схемы электрических цепей электровозов серии С были выполнены в соответствии с чертежами ДЖИИ РР-2743404, а электровозов серии СС № 01 — 10 и № 11 — 21 — с чертежами завода "Динамо" соответственно ОА-141 и РТ-130.

#### Тяговые двигатели и управление ими
Электровозы серий С10 и СС имели 6 тяговых электродвигателей постоянного тока. На электровозе С10 использовались тяговые двигатели типа GE-707 компании GE, на электровозах СС — двигатели типа ДПЭ-340 завода Динамо. Основные параметры двигателей были следующими: расчётное напряжение корпусной изоляции — 3000 В, номинальное напряжение на зажимах — 1500 В (эти параметры не менялись и на последующих отечественных электровозах постоянного тока); мощность часового режима — 340 кВт; ток часового режима — 250 А; максимальная частота вращения якоря — 1380 об/мин; число главных полюсов — 4; число добавочных полюсов — 4; масса электродвигателя без шестерен — 4300 кг; расчетное количество охлаждающего воздуха — 78 м3/мин. Электродвигатели имели волновую обмотку якоря с транспозицией стержней, якорные подшипники скольжения с камерами постоянного уровня смазки и независимую вентиляцию с подводом воздуха со стороны коллекторов.
Для изменения скорости и силы тяги электровоза использовались: переключение соединений тяговых двигателей (3 соединения) и ослабление возбуждения двигателей. При включении двигателей и переключении их соединений применялся неавтоматический реостатный пуск.
В режиме тяги тяговые электродвигатели могли быть включены на любое из трёх соединений:
- последовательное, оно же сериесное (С). Все тяговые двигатели включены последовательно, номинальное напряжение на зажимах одного двигателя — 500 В;
- последовательно-параллельное (СП). Тяговые двигатели включены в две параллельные группы по 3 последовательных двигателя в каждой, номинальное напряжение на одном двигателе — 1000 В;
- параллельное (П). Тяговые двигатели включены в три параллельные группы по 2 последовательных двигателя в каждой, номинальное напряжение на одном двигателе — 1500 В.[5]

Переключение соединений двигателей происходило в такой последовательности: последовательное, последовательно-параллельное, параллельное. Переключение с одного соединения на другое выполнялось групповым переключателем — 3-позиционным аппаратом, имевшим 18 контакторов с общим электропневматическим приводом. На электровозах серии С10 применялся переключатель типа МЕ-354А2, на электровозах серии СС — одинаковый по конструкции переключатель типа ПКГ-305.
Бросок напряжения, а значит, тока и силы тяги электровоза при включении двигателей, а также при переходе с одного соединения на другое ограничивался путём включения в цепь тяговых двигателей пусковых резисторов (пускового реостата). Эти резисторы состояли из чугунных пластинчатых элементов, укреплённых на изолированных шпильках и собранных в виде ящиков. Ящики резисторов подвешивали на изоляторах к каркасу кузова. По мере разгона электровоза машинист ступенчато уменьшал сопротивление пусковых резисторов, повышая напряжение на двигателях. Для этого на электровозах серии С10 резисторы как закорачивались, так и включались последовательно и параллельно друг другу в различных комбинациях — так, чтобы общее сопротивление резисторов с каждой комбинацией уменьшалось. Это позволяло уменьшить число как самих резисторов, так и аппаратов, переключавших резисторы — электропневматических контакторов типа МЕ-401А. Такие контакторы были рассчитаны на ток продолжительного режима 350 А и часовой ток 525 А. На электровозах серии СС была применена более простая схема: уменьшение сопротивления резисторов достигалось путём их постепенного закорачивания. Для переключений в цепях пусковых резисторов использовались электропневматические контакторы типа ПК-301А, аналогичные контакторам МЕ-401А. Из-за изменения схемы переключения резисторов на электровозе С10 число контакторов возросло с 11 до 15.
На каждом из трёх соединений тяговых двигателей при полностью выведенном пусковом реостате было возможно включение двух ступеней ослабления возбуждения — 67 и 50 %. Для включения и выключения резисторов ослабления возбуждения тяговых электродвигателей применялись электропневматические контакторы: на электровозах серии С10 — типов МЕ-401В, МЕ-403А, МЕ-406А, МЕ-407А, на электровозах серии СС — типов ПК-301Б, ПК-302, ПК-303, ПК-304.
Изменение направления движения электровозов осуществлялось путём изменения направления тока в обмотках возбуждения тяговых двигателей с помощью реверсора — переключателя барабанного типа с электропневматическим приводом. Реверсор не имел системы дугогашения, поскольку переключался при обесточенной силовой цепи.
Электровозы С10 и СС были оборудованы электродинамическим рекуперативным торможением. В этом режиме тяговые двигатели работали в режиме генераторов с независимым возбуждением, а выработанный ими электрический ток поступал через токоприёмник в контактную сеть. При рекуперативном торможении якоря тяговых электродвигателей электровозов имели также три соединения. При этом на высоких скоростях движения было целесообразно использовать параллельное либо последовательно-параллельное соединение двигателей, а на низких — последовательное (поскольку при последовательном соединении генераторов их ЭДС суммируются). Переключение цепей тяговых двигателей из режима тяги в режим электрического торможения выполнялось тормозным переключателем. Подобно реверсору, он был барабанного типа, имел электропневматический привод и не имел системы дугогашения, поскольку переключался при обесточенной силовой цепи.

#### Контроллер машиниста
Управление тяговыми двигателями осуществлялось с помощью контроллера машиниста, установленного в каждой кабине. Из-за применения в цепях тяговых двигателей высокого напряжения 3000 В применялась система косвенного управления: при переключении рукояток контроллера машиниста формировались сигналы низкого напряжения 50 В. Они поступали на электропневматические приводы контакторов, реверсора, группового и тормозного переключателей, переключавших цепи тяговых двигателей. На электровозах С10 применялся контроллер машиниста типа С195А, на электровозах СС — типа КМЭ-2А. Оба контроллера имели по четыре рукоятки (реверсивную, главную, тормозную и селективную) с одинаковым количеством позиций и назначением позиций.
Съёмная реверсивная рукоятка контроллера служила для изменения направления движения электровоза и имела 3 положения: "Вперед", 0, "Назад". В положении «0» она блокировала главную и тормозную рукоятки, в этом же положении реверсивную рукоятку можно было снять. Главная рукоятка служила для включения/выключения тяговых двигателей, переключения их соединений и вывода пусковых резисторов. Она имела 37 положений (позиций): 0 (тяговые двигатели обесточены), 1 — 16 (последовательное соединение тяговых двигателей), 17 — 27 (последовательно-параллельное соединение тяговых двигателей) и 28 — 36 (параллельное соединение тяговых двигателей). На позициях 16, 27, и 36 пусковые резисторы были полностью выведены из цепи двигателей. Поэтому на этих позициях можно было ехать сколь угодно долго и они назывались ходовыми. На ходовых позициях можно было применять ослабление возбуждения. На остальных позициях (кроме 0) в цепь двигателей вводились пусковые резисторы, поэтому эти позиции назывались реостатными.
Тормозная рукоятка служила для ослабления возбуждения в режиме тяги и регулирования тормозной силы в режиме рекуперативного торможения. Она имела 18 позиций: две позиции ослабления возбуждения, нулевую позицию и 15 тормозных позиций (1—15), обеспечивавших различный ток возбуждения тяговых двигателей. Селективная (избирательная) рукоятка служила для переключения соединений тяговых двигателей в режиме рекуперативного торможения. Она имела три позиции, соответствующих последовательному, последовательно-параллельному и параллельному соединениям тяговых двигателей.
В то же время контроллеры электровозов С10 и СС значительно отличались между собой по конструкции. На электровозах серии С10 применялись контроллеры машиниста американского производства. При передаче в СССР технической документации вместо чертежей этих контроллеров были переданы чертежи более ранних контроллеров (для электровозов Бразилии). По этим чертежам заводом «Динамо» и были выполнены контроллеры машиниста для электровозов СС, получившие обозначение КМЭ-2А. Контроллеры С195А, как более новые, были кулачкового типа: они имели контакторные элементы, управлявшиеся кулачковыми шайбами. Контроллеры КМЭ-2А, изготовленные по более ранним чертежам, были барабанного типа: они имели систему пальчиковых контактов главного и реверсивного барабанов. Кроме того, у контроллеров С195А тормозной вал находился ниже уровня рукояток, а у контроллеров же КМЭ-2А он был как бы перевёрнут и располагался «на втором этаже».

#### Защита тяговых двигателей
Для защиты цепей тяговых электродвигателей от перегрузок и коротких замыканий на электровозах использовался быстродействующий выключатель (на электровозах серии С10 — типа IR-15E6, на электровозах серии СС — типа БВП-1А). Автоматическое выключение быстродействующего выключателя могло происходить либо самостоятельно — при протекании в цепи тяговых двигателей тока выше тока уставки, либо по команде других аппаратов защиты — трёх реле перегрузки тяговых двигателей. Быстродействующий выключатель имел следующую особенность: чем быстрее увеличивался ток короткого замыкания, тем быстрее выключался выключатель. Быстродействующий выключатель позволял регулировать ток уставки в пределах 900 — 1500 А.

#### Питание низковольтных цепей и вспомогательных машин
Для питания низковольтных цепей напряжением 50 В, а также цепей вспомогательных машин напряжением 1500 В на электровозе был установлен мотор-генератор (динамотор). На электровозах С10 применялся динамотор типа CDM-20А/СY-28A, на электровозах СС — ДД-60/ДУ-3. Динамотор состоял из высоковольтного двигателя мощностью 60 кВт, работавшего от напряжения 3000 В контактной сети и установленного на одном валу с ним генератора постоянного тока 50 В мощностью 3 кВт. Напряжение 50 В, вырабатываемое генератором, поступало в низковольтные цепи электровоза — цепи управления, освещения, сигнализации. Автоматическое поддержание напряжения 50 В на генераторе осуществлялось регулятором напряжения, основной частью которого был столбик из угольных дисков. На электровозах С10 применялся регулятор напряжения типа С-150ЕА, на электровозах СС — регулятор системы Пинч.
При остановленном или неисправном динамоторе низковольтные цепи питались от свинцово-кислотной аккумуляторной батареи. На электровозах серии С10 использовалась батарея типа DMT-7, состоявшая из 22 элементов, а на электровозах серии СС — батарея типа ЭТП-63 (ГО-39-111) завода "Ленинская искра" (Ленинград), имевшая 22 — 24 элемента общей емкостью 63 А-ч при пятичасовом разряде.
Питание вспомогательных машин электровоза напряжением 1500 В также обеспечивалось с помощью динамотора. Для этого его двигатель имел две последовательно включенные обмотки якоря (а следовательно, и два коллектора) и работал в режиме делителя напряжения 3000 В. К средней точке обмоток якоря и минусу подключались на напряжение 1500 В электродвигатели вспомогательных машин – двух мотор-компрессоров, двух мотор-вентиляторов и мотор-генератора (возбудителя).

#### Вентиляция
Для принудительного охлаждения тяговых электродвигателей и другого электроборудования на электровозе было установлено два мотор-вентилятора. Их электродвигатели питались напряжением 1500 В от динамотора. На электровозах С10 в качестве двигателей вентиляторов использовались электродвигатели типа СУ-77 (мощность 15 кВт, номинальный ток 11,5 А, частота вращения 1290 об/мин), а на электровозах СС — электродвигатели типа МАТ-77 (мощность 14 кВт, номинальный ток 10,5 А, частота вращения 1265 об/мин).

### Пневматическая система
Пневматические тормоза и многие электрические аппараты электровоза работали на сжатом воздухе. Для получения сжатого воздуха на электровозе были установлены два мотор-компрессора, состоявших из поршневого компрессора и его электродвигателя. Электродвигатели компрессоров типа СР-32 также питались напряжением 1500 В от динамотора. Мощность электродвигателя — 13,5 кВт, номинальный ток — 10,8 А, частота вращения — 915 об/мин; производительность компрессора — 2200 л/мин воздуха при давлении 10 а.
Электровозы С10 и СС были оборудованы пневматическими тормозами. Электровозы С10 имели тормозное оборудование Вестингауза типа EL-14, рассчитанное на два поста управления, с набором приборов тормозного оборудования типа ET-6. Краны машиниста типа 6ET имели 6 положений, краны локомотивного тормоза S6 — 5 положений. По прибытии электровозов в депо Хашури на них были дополнительно установлены краны машиниста №183 системы Казанцева, с помощью которых было удобнее управлять тормозами грузового поезда. На электровозах СС устанавливались по два воздухораспределителя АП-1 системы Казанцева и краны машиниста №183.

## Технические данные электровозов серии СС
- Осевая формула — 0-3О−0+0-3О−0
- Конструкционный вес — 126 т
- Вес в рабочем состоянии (с балластом) — 132 т
- Нагрузка от колёсной пары — 22 т
- Длина по буферам — 16 480 мм
- Ширина — 3 050 мм
- Высота при опущенном токоприёмнике — 4 825 мм
- Часовая мощность ТЭД — 6 × 340 кВт
- Сила тяги часового режима — 24 000 кгс
- Скорость часового режима — 30,5 км/ч
- Длительная мощность ТЭД — 6 × 300 кВт
- Сила тяги длительного режима — 20 500 кгс
- Скорость длительного режима — 32 км/ч
- Конструкционная скорость — 65 км/ч

## Эксплуатация
Электровозы СС № 01-03 поступили в депо Хашури Закавказской дороги. В 1933—1934 гг. Сурамский перевальный участок был полностью переведён на электрическую тягу. При этом работу 42 паровозов серий Э и Эу стали выполнять 17 электровозов серий С10, СС, СИ, т.е. один электровоз сурамского типа заменил 2,5 паровоза серии Э.
Электровозы СС № 04-21 поступили в депо Чусовская Пермской железной дороги и с 24 августа 1933 года стали обслуживать однопутный горный участок Чусовская — Кизел, электрифицированный в 1933 году и имеющий подъёмы крутизной до 0,015. В 1934 г. все поездные паровозы серии Эу на этом участке были заменены электровозами, а паровозы остались только в качестве маневровых на крупных станциях. С 1937 года после электрификации участка Чусовская — Гороблагодатская электровозы стали эксплуатироваться и на этом направлении.
29 марта 1935 года электровозы СС-16 и СС-18, сцепленные и управляемые из одной кабины, провели по участку Кизел — Чусовская поезд массой 2165 т. Эта поездка показала, что применение двух электровозов в поезде, а значит, увеличение количества параллельных цепей тяговых электродвигателей благоприятно сказывается на повышении силы тяги, ограниченной сцеплением. В 1936 году были проведены полные тяговые испытания электровоза СС-18. Они проходили на экспериментальном кольце ВНИИЖТ, а также на Закавказской железной дороге и железной дороге им. Л. М. Кагановича (бывшей Пермской, сейчас Свердловской).
С 1952 года при капитальных ремонтах на электровозах серии СС (как и на некоторых электровозах С10, СИ) проводили модернизацию. При этом на электровозы устанавливали вспомогательные машины и электрооборудование, как на электровозах ВЛ22м без рекуперативного торможения. Электрические схемы электровоза унифицировали со схемами электровоза ВЛ19-28, переоборудованного под руководством инженера З. М. Дубровского. Тяговые электродвигатели заменяли более мощными двигателями типа ДПЭ-400А или оставляли старые. Модернизированные электровозы СС получили обозначение ССМ.
Электровозы серии ССМ были исключены из парка в 1968 — 1974 годах.